# Fernando Naporano
Fernando Naporano (São Paulo) es un periodista, poeta y crítico brasileño. También fue el fundador, vocalista y compositor de la banda de rock Maria Angélica Doesn't Live Here Anymore, creada en 1984. Trabajó durante 25 años en las principales prensas escritas brasileñas, con colaboración en revistas y periódicos (Folha de S.Paulo, Correio Braziliense, O Estado de S.Paulo, Entrevista y Bizz), además de colaborar en publicaciones inglesas y norteamericanas.

## Biografía

### Niñez y adolescencia
Fernando ingresó al campo literario aún temprano, a los siete años, cuando se enamoró de la maestra de primaria y comenzó a esbozar sus primeros versos. Desde entonces, nunca ha abandonado el género. A partir de los 12 años se sumergió en lecturas y estudios de poesía. Participó intensamente en el escenario de recitales literarios y baladas desde los 14 años y se hizo amigo de notables poetas como Claudio Willer, Rodrigo de Haro y Roberto Piva. 
Aún en la escuela secundaria, creó un periódico mimeografiado, donde entrevistó a bandas y artistas brasileños, incluidos los internacionales como los argentinos Charly García, Crucis y León Gieco. Estudió teatro a los 13 años y participó en grupos amateurs actuando como actor y director. Aún adolescente, se alió con el locutor y cantante de radio Kid Vinil, colaborando en la producción del programa "Punk Rock" de la radio Excelsior, el primero de su tipo en Brasil.
En la universidad, comienza a estudiar Idiomas y traslada sus estudios de Brasil a Lisboa, donde comienza a escribir en fanzines musicales.

### Los ochenta
En 1982, dada su amistad con el escritor, músico y musicólogo Jorge Lima Barreto, entró en contacto con exponentes de la escena cultural portuguesa y convivió con bandas y artistas como U2, Echo & the Bunnymen, Sun Ra, Renaissance y Durutti Columm. en el Festival de Vilar de Mouros al norte de Portugal. En 1983, ya de regreso en Brasil, actuó como actor y extra en varios comerciales de televisión.
Naporano ha realizado críticas musicales para revistas underground y semanarios alternativos como Viu. Produjo y presentó el programa de radio "Blue Moon" en la radio Antena 1, que duró más de un año. Paralelamente, durante tres años seguidos, fue coproductor de "New Beat", también en Antena 1, junto a Kid Vinil.
A principios de 1984, se convirtió en crítico de Ilustrada, una sección cultural de Folha de S.Paulo, escribiendo sobre música y cine. En 1986, formó parte del primer equipo que creó el suplemento Caderno 2 del Estado de S.Paulo, donde permaneció, como crítico musical, cine, columnista y corresponsal internacional hasta mediados de 1992. En 1984 creó la banda Maria Angélica Doesn't Live Here Anymore, con la que grabó dos álbumes y un mini LP. En 1985, y casi hasta la extinción de la publicación, fue colaborador habitual de la revista Bizz. Aún en esa década, escribió para decenas de periódicos y revistas, siendo Isto É, Status, Around, Interview, Trip, Playboy, Mixer, Vogue, HV y A-Z entre las publicaciones más relevantes. 

### Años 1990
A finales de 1989 se instaló en Londres, donde -descontando tres años en Los Ángeles- vivió hasta finales de 2004. En ese momento, ya había asumido el cargo de director internacional del sello Continental, que ocupó hasta 1993 En ese período lanzó el reggae a la música de baile, pasando por bandas de grunge y guitarras, decenas de artistas internacionales en Brasil y brasileños en el exterior. Fue, por ejemplo, una pieza clave en el lanzamiento del contrato brasileño de Tom Zé para firmar con el Luaka Bop de David Byrne en Estados Unidos.
En 1992 fundó Magnapop, una empresa de distribución de CD poco común y desconocida de las décadas de 1960 y 1970. Desde 1993, y hasta finales de la década, trabajó como distribuidor de discos, en ferias y subastas de discos, especializándose en rarezas dirigidas a coleccionistas. Ese mismo año y hasta finales de 1995, desde Londres, produjo y presentó el programa "Zig Zag" en la radio Brasil 2000FM, trayendo siempre entrevistas con nombres importantes del panorama musical.
De 1994 a 2003 fue corresponsal internacional del Correio Braziliense, cubriendo diversas áreas de la cultura como las artes visuales, la literatura, el cine y la música. Entrevistamos, desde Michelangelo Antonioni hasta ZZ Top, a decenas de celebridades del mundo del espectáculo. En 1996, produjo y presentó "Magic Bus" en Ipanema FM, uno de los primeros programas musicales que se archivó y transmitió en vivo en la web. Aún en la década de 1990, escribió para publicaciones musicales inglesas y estadounidenses, incluidas Audities, Amplifier, Bucketfull of Brains y Popsided.

### Años 2000
De regreso a Brasil, en 2005 y 2006, hizo algunas colaboraciones para Ilustrada, pero desde entonces, a su propia opción, se retiró de los medios. Se dedicó por completo a la creación de su hija Melanie Havens (nacida en Los Ángeles en 1999) y además, autodidacta que siempre lo ha sido, se sumergió en la investigación en las áreas de psicología y astrología. Melanie, que reside en Berlín, se convirtió en DJ internacional y colaboradora frecuente de la publicación en línea The Brvtalist.

### Años 2010
En ese período, Naporano volvió a la carrera literaria. En enero de 2015, salió al mundo honrando el aura gitana que siempre lo ha iluminado. Desde entonces ha vivido en Nueva York, París, Los Ángeles, Lisboa y Lanzarote. Fernando se considera "un apátrida, un antipatriota y un ciudadano del mundo." Se aventuró en varios tipos de aventuras, se involucró con el teatro, la consultoría de sellos discográficos y dio clases de inglés.
Durante una larga estancia en Madrid, colaboró con el sello Munster Records, para el que, durante más de dos años, además de instigar ideas y proyectos, montó varios recopilatorios con artistas brasileños e internacionales.

### En la actualidad
En octubre de 2020, regresó a Brasil nuevamente, según él, “siempre abierto a no hacer nada o hacer más de todo”, pero siendo lo que siempre fue y será, “un hombre de total carrera en solitario, sin subsidios estatales, no ollas y sartenes; sobre todo un forastero por excelencia ”. Fernando se ha dedicado a explorar la colección de su producción periodística, a las nuevas producciones literarias y también a la reedición del catálogo musical de su banda, Maria Angélica Doesn't Live Here Anymore.

## Carrera literaria
Con el interés por la poesía despertado en su niñez, a los 15 años Fernando cerró su primera obra literaria, “Estrelas De Gin”, pero - como nunca quiso editar por sí mismo - no pudo lograr la edición. Si bien durante la década de los ochenta comenzó a actuar como crítico y periodista, fue en esa década que acumuló con sus tres libros siguientes una sucesión de desgracias con editores de distinto estilo. La secuencia de malabarismos del destino nunca le permitió llevar a cabo la edición de sus obras: los editores ya le han detenido por no estar de acuerdo con lo que había escrito en sus artículos para Folha de S.Paulo, o incluso sufrir incendios al tener su libro en prensa.
En la década de los noventa, el acto final de sus intentos de publicación tuvo lugar cuando el profesor, historiador y crítico de cine Luiz Nazário consolidó con la editorial Nova Stella de São Paulo en 1989, la publicación de una amplia antología de sus, entonces, cuatro libros inéditos. Nazário, sin saber que las rocas de sulfito eran sus únicos originales, recortó fragmentos de poemas y tiró tantos otros a la basura, poniendo fin al contenido original de su obra hasta ese momento. Cuando estaba a punto de salir una antología de este tipo, llegó el plan Collor y la publicación no se materializó.
Recién en 2014 volvió a dar ojos a su vena literaria, al publicar, de la editorial Demônio Negro, su tardío “debut” con el libro “A Agonia Dos Pássaros”. La obra otorgó a Fernando el trofeo al mejor autor en la categoría de Literatura del Premio QUEM, en 2015, tras una votación popular. En 2016, con residencia en Lisboa, editó “A Coerência Das Águas” de Poética Edições. En 2017 le tocó el turno a “Detestável Liberdade” de la editorial hispanoamericana Abstract Editions. Aún en 2017, vía Editora Córrego, “A Respiration Da Rosa” seguido de “A Educação De Vera” (Poética Edições, Portugal, 2017), el único libro recuperado de su pasado, ya que había una copia debidamente guardada por un amigo en Portugal.
En 2018, lanzó su primer libro en inglés en el sello Raphus Press. En Brasil, simultáneamente, “Os Anjos Não Sabem Morrer” (Editora Córrego), que para el escritor Claudio Willer es “un libro de descenso a los infiernos y enfrentamiento con la muerte; y al mismo tiempo la celebración del encuentro amoroso”. Al comienzo de 2019, él publicó la obra “A Destrução Do Gelo” (Poética Edições, Portugal) seguida de “Sin nadie más decir adiós” de la editorial inglesa Carnaval Press.
En 2020, todavía para Poética Edições, se publicó “Gardênia Em Chamas”.
La poesía de Naporano se caracteriza por una fuerte vena metafísica, vagando por una redacción a veces expresionista, a veces abstracta. Hay, sobre todo, un telón de fondo surrealista matizado por matices del romanticismo clásico. Su vasto material inédito de cuentos, prosa poética e incluso novelas, escrito principalmente en los años ochenta y noventa, aún permanece inédito.
Para Willer, Naporano "tiende a convertirse en el gran 'poeta desconocido' de su generación, de este período de finales del siglo XX y principios del XXI. Creciendo en la sombra, expandiéndose bajo tierra como rizomas, su poesía va formando lectores, ayudando a dar forma a una nueva sensibilidad. Influencia subterránea, pero que emergerá con el tiempo, de manera vigorosa."

## Carreira musical
Fernando siempre ha sido un entusiasta y un gran interés por la música en sus más variadas vertientes: folk, clásica, jazz, blues, country, rhythm and blues, funk, hip hop, trance, techno, new wave, punk, MPB. En el Museu do Disco, una de las tiendas más tradicionales de la ciudad de São Paulo, Fernando solía comprar montones de discos importados. Su interés por esta expresión artística, sumado a su talento para la escritura poética, lo llevó a formar, en 1984, junto con dos amigos de su adolescencia, la banda de rock Maria Angélica Não Mora Mais Aqui. En el grupo, Naporano compuso la letra y cantó. Hasta 1987, las composiciones se hicieron en portugués. A partir de entonces, María Angélica comenzó a escribir en inglés.
Fernando dice que su banda fue boicoteada intensamente por la prensa brasileña y, según él, mucho se debe a su actuación paralela como periodista en los principales medios de comunicación. Durante una presentación de María Angélica en el programa "Metrópolis" de TV Cultura, en los años 80, Fernando declaró que desempeñar ambas funciones no facilita ni compromete su trabajo como artista: interpretar musicalmente era una cosa y escribir profesionalmente era otra.
La carrera de Maria Angélica duró hasta 1991. A lo largo de su existencia, la banda actuó intensamente en vivo y grabó dos LP, un mini-LP y un EP. El conjunto también ganó un bootleg y apareció en dos recopilatorios, uno de ellos titulado "Sanguinho Novo ... Arnaldo Baptista Revisitado" (1989), un homenaje al nombre principal de la banda Os Mutantes.
En 2019 se estrena el documental "Guitar Days - An Unlikely Story of Brazilian Music", dirigida por Caio Augusto Braga. La historia de Maria Angélica se entrelaza con la línea narrativa de la producción, que se centra en el movimiento guitarrístico iniciado por el propio Maria hasta su transformación al indie, con la escena actual. Además de los testimonios de las principales bandas del movimiento y del propio Naporano, la obra incluye entrevistas con músicos extranjeros que influyeron en la escena, como Thurston Moore (Sonic Youth), Mark Gardener (Ride) y Stephen Lawrie (The Telescopes), y con los periodista de NME y Melody Maker y "descubridor" del grunge, Everett True.
En 2021, el catálogo de Maria Angélica comenzó a estar disponible en las principales plataformas de transmisión de música.